# Nicola del Giappone
Nicola del Giappone, in russo Nikolaj (Николай), al secolo Ivan Kasatkin (Smolensk, 1º agosto 1836 – Tokyo, 16 febbraio 1912), è stato un monaco cristiano e teologo russo; è venerato come santo dalla Chiesa ortodossa, che lo ha anche nominato "pari agli apostoli".
Nel 1861 si trasferì in Giappone dove fondò la Chiesa ortodossa giapponese; a lui si deve anche la fondazione di circa 250 chiese. Nel 1970 la Chiesa ortodossa russa lo ha canonizzato come San Nikolaj.